# جست روتنه

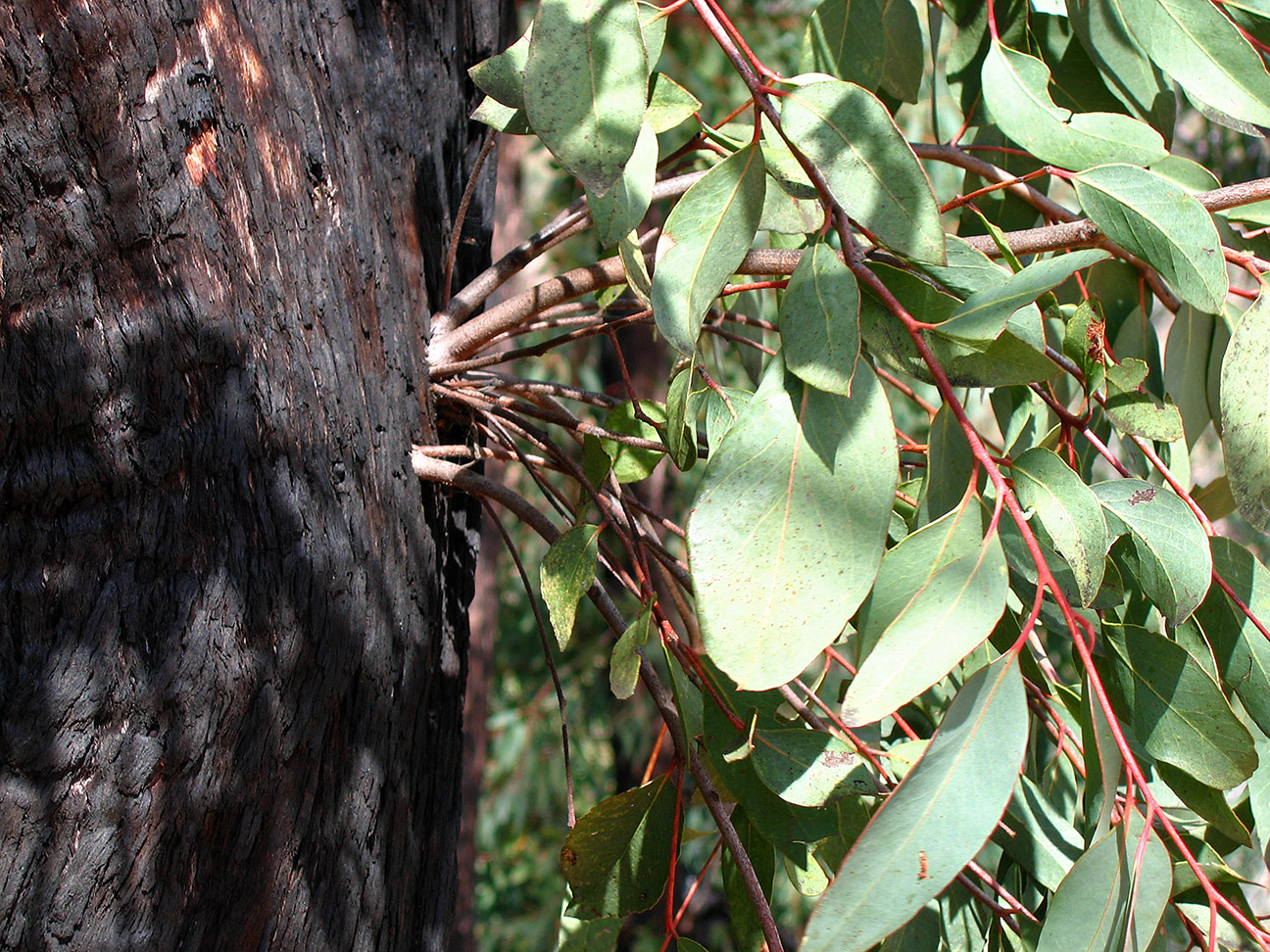
شاخه‌های روتنه‌ای که به شدت از جوانه‌های روتنه‌ای در زیر پوست آسیب‌دیده روی تنه درخت اکالیپتوس جوانه می‌زنند.

جست روتنه یا جست روتنه‌ای (به انگلیسی: Epicormic shoot)، پاجوشی است که از یک جوانه روتنه Epicormic bud رشد می‌کند که در زیر پوست تنه، ساقه یا شاخه یک گیاه قرار دارد. واژهٔ Epicormic از دو بخش Epi به معنی روی و corm به معنی تنه درخت تشکیل شده‌است.
جوانه‌های روتنه در زیر پوست درخت نهفته هستند و رشد آنها توسط هورمون‌های شاخه‌های فعال در بالای گیاه سرکوب می‌شود. در شرایط خاص، آنها به شاخه‌های فعال تبدیل می‌شوند، مانند زمانی که به بخش‌های بالاتر گیاه آسیب وارد می‌شود، یا سطح نور به دنبال حذف گیاهان مجاور افزایش می‌یابد. جوانه‌ها و شاخه‌های روتنه در بسیاری از گونه‌های چوبی دیده می‌شوند، اما در بسیاری از گونه‌های دیگر مانند اکثر مخروطیان وجود ندارند.

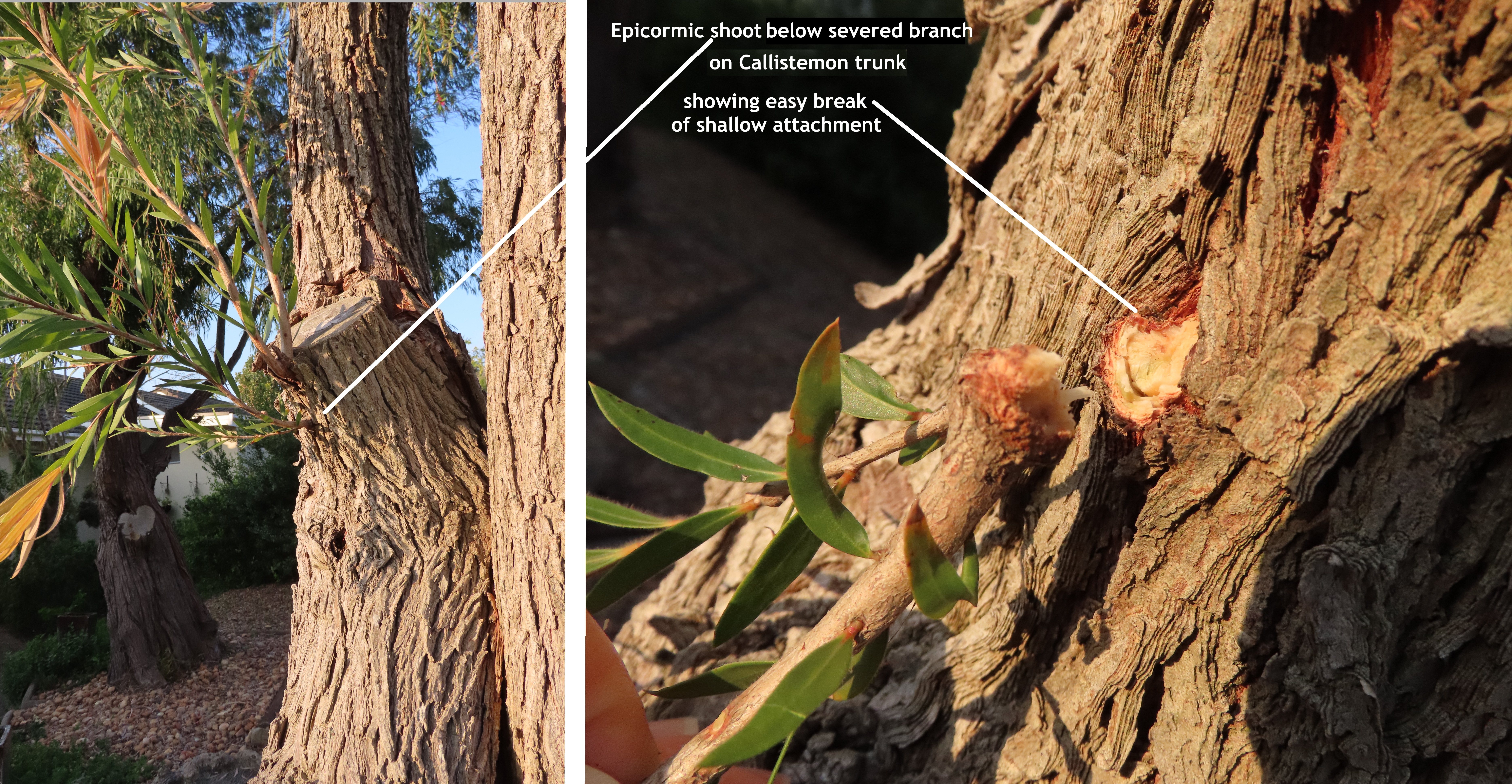
شاخه روتنه روی Callistemon، شکنندگی اتصال را پیش از اینکه چوب والدین به اندازه کافی ضخیم شود تا یک اتصال عمیق و محکم را ایجاد کند نشان می‌دهد.

شیوه‌های باغبانی انسانی که از رشد روتنه‌ای بهره می‌برند، به گیاهانی وابسته هستند که توانایی جوانه‌زنی روتنه‌ای برای عملکرد بازسازی در پاسخ به آسیب طوقه، مانند باد یا آتش‌سوزی را دارند.
جوانه زدن روتنه‌ای، نمونه‌ای از گونه‌های درختی از اکوسیستم‌های مستعد آتش‌سوزی است.